# Municipio de Platte (condado de Clinton)
El municipio de Platte (en inglés: Platte Township) es un municipio ubicado en el condado de Clinton en el estado estadounidense de Misuri. En el año 2010 tenía una población de 331 habitantes y una densidad poblacional de 2,55 personas por km².

## Geografía
El municipio de Platte se encuentra ubicado en las coordenadas 39°41′34″N 94°25′3″O / 39.69278, -94.41750. Según la Oficina del Censo de los Estados Unidos, el municipio tiene una superficie total de 129.76 km², de la cual 129,71 km² corresponden a tierra firme y (0,04 %) 0,05 km² es agua.

## Demografía
Según el censo de 2010, había 331 personas residiendo en el municipio de Platte. La densidad de población era de 2,55 hab./km². De los 331 habitantes, el municipio de Platte estaba compuesto por el 95,77 % blancos, el 2,42 % eran afroamericanos, el 0,3 % eran de otras razas y el 1,51 % eran de una mezcla de razas. Del total de la población el 1,21 % eran hispanos o latinos de cualquier raza.